# Царевна-Лебедь (Врубель)
«Царевна-Лебедь» — картина Михаила Врубеля, посвящённая персонажу оперы Николая Римского-Корсакова «Сказка о царе Салтане» (по одноимённой сказке Пушкина).

## История
Премьера музыкальной драмы, которая вдохновила Врубеля, состоялась в Частной опере С. И. Мамонтова 21 декабря 1900 года. Врубель создал эскизы для декораций и костюмов, а партию Царевны-Лебеди пела его жена Надежда Забела-Врубель.

По словам современников, голос у неё был «ни с чем не сравнимый, ровный-ровный, лёгкий, нежно-свирельный и полный красок или, точнее, сменяющихся переливов одной какой-то краски, предельно выразительный, хотя и совершенно спокойно льющийся… И какой облик! Возможно ли было, раз увидев это существо, не обольститься им на всю жизнь! Эти широко расставленные глаза, пленительно-женственная, зазывно-недоумённая улыбка, тонкое и гибкое тело» (Михаил Гнесин).

Однако сохранились её фотографии в роли царевны, по которым видно, что художник достаточно далеко ушёл от натуры при создании своего произведения.

«Никаких прямых связей со сценической трактовкой „Царя Салтана“ в картине нет, и сама царевна даже не похожа на Н. И. Забелу — совсем другое лицо, в отличие от „Морской Царевны“, где портретное сходство несомненно» — Н. А. Прахов находил в лице Царевны-Лебедь сходство с его сестрой, Е. А. Праховой: «Вероятнее всего, Врубель придумал лик Царевны, в котором отдалённо отразились и слились черты и его жены, и дочери когда-то любимой им женщины, а может быть, и ещё чьи-то». 

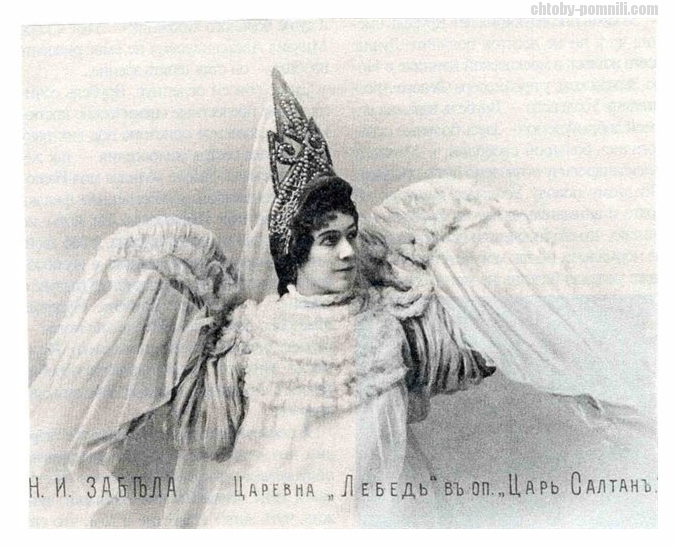
Надежда Забела-Врубель в костюме Царевны-Лебедь

Картину художник пишет на хуторе Ивановском у свойственников — семейства художника Николая Ге (тогда уже покойного) близ станции Плиски в Черниговской губернии летом 1900 года.
Картина поступила в Третьяковскую галерею в 1910 году по завещанию М. А. Морозова. Произведение записано в инвентарной книге ГТГ под номером Ж-42. Два эскиза картины находятся в Государственном Русском музее.

## Описание

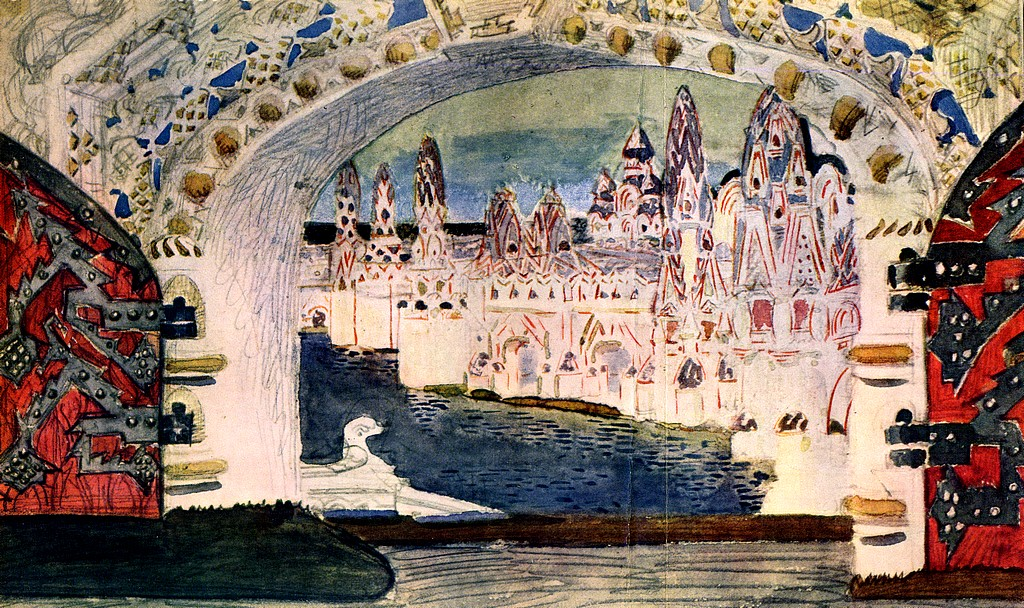
Город Леденец на декорации Врубеля

Царевна с полотна Врубеля таинственна и загадочна, лицо её печально. Изображена Царевна-Лебедь на фоне спускающихся над морем сумерек, узкой полоски заката на горизонте и далёкого города.

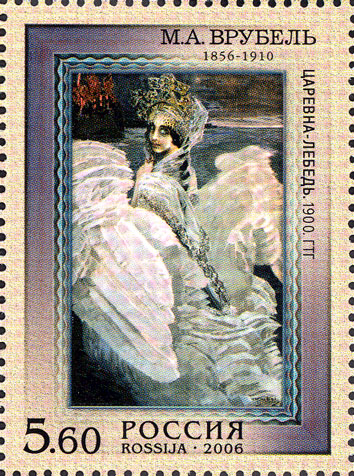
Почтовая марка СССР, 1967 год

«Но картина — не костюмированный портрет артистки, это чарующий миф о высшей красоте, о тайне её проявления в мире. В эстетике символизма лебедь олицетворяет вдохновение, которое может и возвысить душу, и привести её к познанию тёмных, таинственных сторон жизни. Художник наделяет свой образ демоническими чертами. Царевна-Лебедь — существо двойственной природы, она олицетворяет две стихии — тёмную, холодную водную и одновременно устремлённую ввысь воздушную, небесную. Художник пытается уловить момент превращения девы в птицу, чудесную метаморфозу форм, словно тающих в последних лучах заката. Он передаёт ускользающее движение уходящей царевны. Изображение кажется бесплотным призрачным видением».
Первый серьёзный исследователь творчества Врубеля искусствовед А. П. Иванов говорил об этой картине, имея в виду персонажа «Слова о полку Игореве»: 

«Не сама ли то Дева-Обида, что, по слову древней поэмы, „плещет лебедиными крылами на синем море“ перед днями великих бедствий?».

## Эскизы

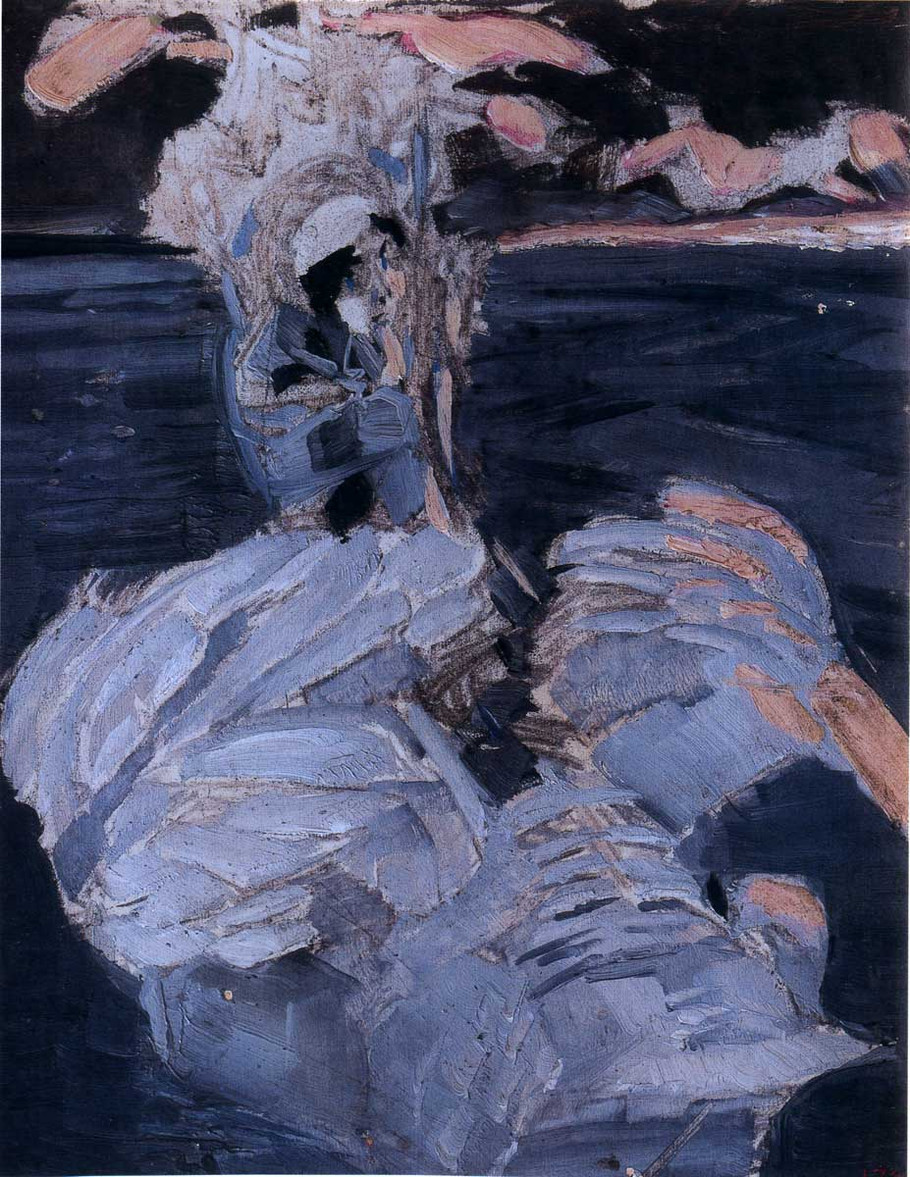
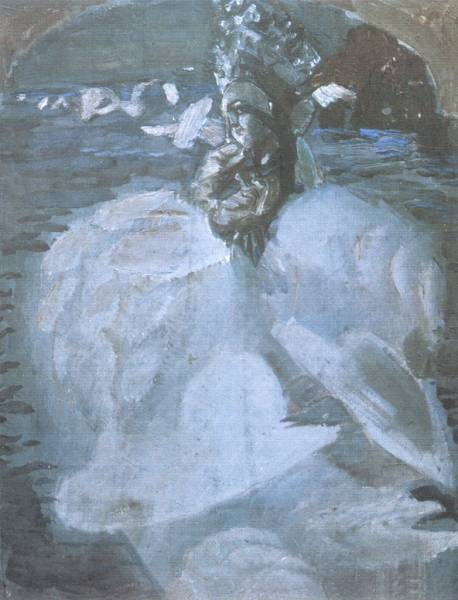
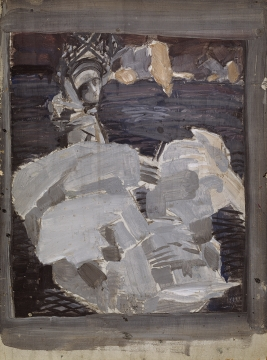

## В искусстве
Александр Блок очень любил эту картину и всегда держал её репродукцию в кабинете в Шахматове. Ею, равно как и его полотном «Демон сидящий» навеяно большое стихотворение-эпитафия с подзаголовком «Врубелю». 